# Thelypteris miyagii
Thelypteris miyagii là một loài dương xỉ trong họ Thelypteridaceae. Loài này được Nakato, Sahashi & M.Kato mô tả khoa học đầu tiên năm 2002.
Danh pháp khoa học của loài này chưa được làm sáng tỏ. 